# Juraj Chvátal
Juraj Chvátal (Závod, 13 luglio 1996) è un calciatore slovacco, difensore del Sigma Olomouc.

## Caratteristiche tecniche
È un terzino destro.

## Carriera

### Club
Cresciuto nelle giovanili del Senica, ha esordito in prima squadra il 18 marzo 2014 in occasione del match di campionato perso 3-1 contro il Dukla B.B..

### Nazionale
Ha giocato nelle nazionali giovanili slovacche Under-17, Under-18, Under-19 ed Under-21.
Il 6 giugno 2022 esordisce in nazionale maggiore nella sconfitta per 0-1 contro il Kazakistan in Nations League.

## Palmarès

### Club

#### Competizioni nazionali
- Coppa della Repubblica Ceca: 1

Sigma Olomouc: 2024-2025